# Katolska ligan (trettioåriga kriget)
Katolska ligan var ett militärt och politiskt förbund mellan katolska furstar och prelater i Tysk-romerska riket 1609–1635. 
Ligan bildades i München den 10 juli 1609 på initiativ av hertig Maximilian I av Bayern. Tanken med Ligan var att den skulle fungera som motvikt till den Evangeliska unionen, som hade bildats 1608, och därmed upprätthålla katolicismen i Tyskland.
Förutom Ligans huvudman, Maximilian I av Bayern, var de ursprungliga medlemmarna biskoparna av Würzburg, Konstanz, Augsburg, Passau och Regensburg samt ett par andra prelater. Efter hand kom den att överhuvud omfatta de katolska ständerna i de bayerska och schwabiska rikskretsarna, liksom de tre andliga kurfurstarna. År 1613 upptogs även kejsaren i förbundet. 
I början av trettioåriga kriget understödde ligan framgångsrikt kejsaren med en egen här under ledning av Johann Tserclaes Tilly, och segrade i slaget vid Vita berget 1620 och slaget vid Lutter am Barenberge 1626, men i slaget vid Breitenfeld 1631 besegrades den av Gustav II Adolf och upplöstes. Formellt upphörde den dock att existera först efter freden i Prag 1635.
På grund av svenskarnas strider med katolska ligan under trettioåriga kriget har ordet "liga" i svenskan, som enda språk i Europa, blivit negativt laddat.[källa behövs]